# Conilurus penicillatus
Conilurus penicillatus е вид бозайник от семейство Мишкови (Muridae). Видът е почти застрашен от изчезване.

## Разпространение
Разпространен е в Австралия и Папуа Нова Гвинея.